# LYPD8
LYPD8 ‏ (LY6/PLAUR domain containing 8) هوَ بروتين يُشَفر بواسطة جين LYPD8 في الإنسان.